# Iñigo Pascual Lisarri
Iñigo Pascual Lisarri   (Abartzuza, 15 d'octubre de 1976) és un jugador professional de pilota basca a mà, en la posició de rest, en nòmina de l'empresa Aspe. Va debutar l'any 1998 a al frontó de Lizarra.

## Palmarés
- Subcampió per parelles, 2003